# Баклановка (Абдулинский район)
Баклановка — село в Абдулинском городском округе Оренбургской области.

## География
Село расположено в северо-западной части области, в лесостепной зоне, в пределах южной окраины Бугульминско-Белебеевской возвышенности, недалеко от центра городского округа — Абдулино.
Климат
Климат характеризуется как континентальный с суровой зимой (морозы ниже −30 °C) и жарким летом. Средняя температура воздуха самого тёплого месяца (июля) — 19-22 °C. Среднегодовое количество атмосферных осадков составляет 420 мм. Около 60—70 % годового количества осадков выпадает в течение тёплого периода. Снежный покров держится в среднем около 150 дней в году.
Часовой пояс
Село Баклановка, как и вся Оренбургская область, находится в часовой зоне МСК+2. Смещение применяемого времени относительно UTC составляет +5:00.

## История
К 2010 году село Баклановка возглавляло Баклановский сельсовет.
До 1 января 2016 года село входило в состав Старошалтинского сельсовета.

## Население
| 2010 |
| ---- |
| 23   |

Национальный состав
Согласно результатам переписи 2002 года, в национальной структуре населения русские составляли 90 % из 233  чел.